# Zwarthart Zware
Zwarthart Zware, ook wel Opaatje genoemd, is een fictieve bandiet uit de Duckstad-wereld, bedacht door Carl Barks. Hij was voor het eerst te zien in het avontuur The Money Well (1957), waar hij nog 'Zware Opa' heet. Hij is de leider van de Zware Jongens (voorheen de Brandkastkrakers) en heeft een bloedhekel aan Dagobert Duck, de oom van Donald Duck.
In sommige verhalen staat op zijn nummerbord  zijn gevangenisnummer: 186-801. In de pockets staat er alleen 'opaatje' op.
Opaatje komt regelmatig voor in de verhalen van de Donald Duck Pockets, waarin hij steevast mislukt in zijn aanvallen op het geldpakhuis van Dagobert Duck, meestal omdat Dagobert van zijn plannen weet en de hulp van zijn neef Donald inroept. In het weekblad komt Opaatje nauwelijks voor.